# Franz Schlegelberger
Louis Rudolph Franz Schlegelberger (23. oktober 1876 – 14. december 1970) var statssekretær i justitsministeriet (RMJ) i Tyskland og i kort tid fungerende justitsminister under Det Tredje Rige.
Efter krigen blev han dømt for forbrydelser mod menneskeheden og blev idømt livsvarigt fængsel. I 1950 blev han løsladt og boede i Flensborg til sin død i 1970.